# Love is On My Side
"Love Is on My Side" é uma canção da banda portuguesa de soul The Black Mamba que representou Portugal no Festival Eurovisão da Canção de 2021. Foi escrita pelo vocalista da banda, Pedro Tatanka, e é a primeira participação portuguesa no concurso a ser interpretada inteiramente em inglês.

## História
A canção é sobre uma trabalhadora sexual que a banda conheceu durante uma viagem a Amesterdão em 2019. A canção é cantada na perspetiva da mulher. No início, ela é jovem e cheia de esperança mas as coisas não correram como planeado e ela acabaria por usar drogas e entrar na prostituição. No entanto, apesar das dificuldades, ela ainda mantém alguma esperança.

## Festival Eurovisão da Canção
A canção foi selecionada para representar Portugal no Festival Eurovisão da Canção 2021 depois de vencer o Festival da Canção, o concurso de música que seleciona os candidatos portugueses ao Festival Eurovisão da Canção. As meias-finais do concurso de 2021 contaram com o mesmo alinhamento de países determinado pelo sorteio das meias-finais do concurso de 2020. Portugal foi apurado para a segunda semifinal, realizada a 20 de maio de 2021, na qual se classificou em 4.º lugar. Na grande final, realizada a 22 de maio de 2021, a canção foi apresentada em 7.º lugar e ficou em 12.º lugar com 153 pontos.